# دورستت
دورستت (به سوئدی: Dvärsätt) یک منطقهٔ مسکونی در سوئد است که در بخش کروکام واقع شده‌است. دورستت ۰٫۴۱ کیلومتر مربع مساحت و ۴۶۱ نفر جمعیت دارد.